# American Medical Bureau
American Medical Bureau (AMB), també conegut com a American Medical Bureau to Save Spanish Democracy, fou una institució humanitària nord-americana associada al Batalló Lincoln que va subministrar serveis mèdics i sanitaris, així com hospitalització i tractament per víctimes de guerra de la República Espanyola durant la Guerra Civil (1936 - 1939).

## Història
Fundada pel Dr. Edward K. Barsky, l'American Medical Bureau va reclutar metges, dentistes, infermeres, administradors i conductors d'ambulàncies amb la intenció de donar suport a la República Espanyola. Als actes de recaptació de fons als Estats Units l'AMB també utilitzava els noms de 'American Medical Bureau to Save Spanish Democracy' i 'Medical Bureau & North American Committee to Aid Spanish Democracy'.
Després que va esclatar la Guerra Civil a Espanya aquesta organització també va organitzar periòdicament actes a les principals ciutats dels Estats Units amb l'objectiu d'influenciar l'opinió pública a oposar-se al boicot imposat per part del Comitè de No-intervenció contra la República Espanyola.
A Espanya l'AMB fou assignada a hospitals i centres mèdics del Cos de Sanitat Militar Espanyol (Cuerpo de Sanidad), com l'Hospital Militar Gómez Ulla a Madrid durant l'assetjament, així com a zones de la rereguarda dels diversos fronts. L'AMB assistia tant als combatents internacionals com als espanyols. Entre els membres de l'AMB hi havia molts afroamericans estatunidencs, entre els quals algunes infermeres que varen servir a Espanya.
Cap al final de la guerra la majoria dels comitès d'ajuda a Espanya i dels consells d'administració de l'AMB estaven formats per dones.